# MLB All-Star Game 1979
MLB All-Star Game 1979 – 50. Mecz Gwiazd ligi MLB, który odbył się 17 lipca 1979 roku na stadionie Kingdome w Seattle. Mecz zakończył się zwycięstwem National League All-Stars 7–6. Spotkanie obejrzało 58 905 widzów.
Najbardziej wartościowym zawodnikiem został prawozapolowy Dave Parker, który zaliczył uderzenie i RBI (sacrifice fly w pierwszej połowie drugiej zmiany).

## Wyjściowe składy
| National League | National League | National League | National League | American League | American League  | American League | American League |
| #               | Zawodnik        | Klub            | Pozycja         | #               | Zawodnik         | Klub            | Pozycja         |
| --------------- | --------------- | --------------- | --------------- | --------------- | ---------------- | --------------- | --------------- |
| 1               | Davey Lopes     | Dodgers         | 2B              | 1               | Roy Smalley      | Twins           | SS              |
| 2               | Dave Parker     | Pirates         | RF              | 2               | George Brett     | Royals          | 3B              |
| 3               | Steve Garvey    | Dodgers         | 1B              | 3               | Don Baylor       | Angels          | LF              |
| 4               | Mike Schmidt    | Phillies        | 3B              | 4               | Jim Rice         | Red Sox         | RF              |
| 5               | George Foster   | Reds            | LF              | 5               | Fred Lynn        | Red Sox         | CF              |
| 6               | Dave Winfield   | Padres          | CF              | 6               | Carl Yastrzemski | Red Sox         | 1B              |
| 7               | Bob Boone       | Phillies        | C               | 7               | Darrell Porter   | Royals          | C               |
| 8               | Larry Bowa      | Phillies        | SS              | 8               | Frank White      | Royals          | 2B              |
| 9               | Steve Carlton   | Phillies        | P               | 9               | Nolan Ryan       | Angels          | P               |

| National League                                                                             | 2 | 1 | 1 | 0 | 0 | 1 | 0 | 1 | 1 | 7 | 10 | 0 |
| American League                                                                             | 3 | 0 | 2 | 0 | 0 | 1 | 0 | 0 | 2 | 6 | 10 | 0 |
| WP: Bruce Sutter (1–0) LP: Jim Kern (0–1) Home runy: NL: Fred Lynn (1) AL: Lee Mazzilli (1) |   |   |   |   |   |   |   |   |   |   |    |   |

## Składy
| Miotacze - Mark Clear (1) - Ron Guidry (2) - Tommy John (3) - Jim Kern (3) - Dave Lemanczyk (1) - Sid Monge (1) - Nolan Ryan (5) - Don Stanhouse (1) - Bob Stanley (1) Łapacze - Brian Downing (1) - Jeff Newman (1) - Darrell Porter (3) |  | Wewnątrzpolowi - Bruce Bochte (1) - George Brett (4) - Rick Burleson (3) - Rod Carew (13) - Cecil Cooper (1) - Bobby Grich (4) - Graig Nettles (4) - Roy Smalley (1) - Frank White (2) - Carl Yastrzemski (16) Zapolowi - Don Baylor (1) - Reggie Jackson (9) - Steve Kemp (1) - Chet Lemon (2) - Fred Lynn (5) - Jim Rice (3) - Ken Singleton (2) |  | Menadżer - Bob Lemon Trenerzy - Pat Corrales - Roy Hartsfield - Darrell Johnson Honorowy kapitan - Lefty Gomez |

| Miotacze - Joaquín Andújar (2) - Steve Carlton (7) - Mike LaCoss (1) - Joe Niekro (1) - Gaylord Perry (5) - Steve Rogers (3) - Joe Sambito (1) - Bruce Sutter (3) Łapacze - Johnny Bench (12) - Bob Boone (3) - Gary Carter (2) - Ted Simmons (6) - John Stearns (2) |  | Wewnątrzpolowi - Larry Bowa (5) - Ron Cey (6) - Dave Concepción (6) - Steve Garvey (6) - Keith Hernandez (1) - Davey Lopes (2) - Joe Morgan (10) - Larry Parrish (1) - Craig Reynolds (2) - Pete Rose (13) - Mike Schmidt (4) - Garry Templeton (2) Zapolowi - Lou Brock (6) - Jack Clark (2) - George Foster (4) - Dave Kingman (1) - Gary Matthews (1) - Lee Mazzilli (1) - Dave Parker (2) - Dave Winfield (3) |  | Menadżer - Tommy Lasorda Trenerzy - Danny Ozark - Chuck Tanner Honorowy kapitan - Carl Hubbell |

- W nawiasie podano liczbę powołań do All-Star Game.